# Miragoâne
Miragoâne – miasto w zachodnim Haiti. Jest stolicą departamentu Nippes, utworzonego we wrześniu 2003 roku z podziału departamentu Grand'Anse.